# コイパサ湖
コイパサ湖 (Lago Coipasa) は、南アメリカ大陸の西部のアンデス山脈の中部に存在する塩水湖である。
この場所はボリビア南西部のオルロ県南西部のサバヤ郡に属している。湖面の標高は3657 mで、面積806 km2、水深3.5mで、周囲にはコイパサ塩原 (Salar de Coipasa)、火山Wila Pukaraniがある。アルティプラーノ西部、ウユニ塩原の北20km、オルロとウアラを結ぶ幹線道路の南に位置している。ラウカ川が注ぐ。
多くのフラミンゴが生息している。